# NGC 5981
NGC 5981 este o galaxie spirală situată în constelația Dragonul. A fost descoperită în 6 mai 1850 de către Johnstone Stoney⁠(d). Se află la o distanță de 49,2 de megaparseci de Pământ.